# الحزب القومي المصري
الحزب القومي المصري حزب سياسي مصري تأسس عقب ثورة 25 يناير، رئيسه اللواء/ محمد علي بلال (قائد القوات المصرية خلال حرب تحرير الكويت)، ورئيس اللجنة التأسيسية عبد الغني صلاح (ناشط اجتماعي)، ووكيل المؤسسين حسين شمردل، الهدف المعلن للحزب هو «تحويل مصر إلى دولة عظمى خلال السنوات القادمة ...وترسيخ مصريتنا بدون إقصاء لأى تاريخ فرعوني أو قبطى أو عربى وأنه يسعى للجمع لا للتفرقة .. والوحدة لا التجزئة». شعار الحزب: «ارفع رأسك .. إنت مصرى».